# Venwegen
Venwegen is een plaats in de Duitse gemeente Stolberg, deelstaat Noordrijn-Westfalen, en telt 1500 inwoners (2005).

## Geschiedenis
Venwegen werd voor het eerst schriftelijk vermeld in 1303, toen er sprake was van ene Franco von Venweghe. Tot 1794 behoorde het tot de Abdij van Kornelimünster en daarna tot 1972 maakte het deel uit van de gemeente Kornelimünster om daarna bij de gemeente Stolberg te worden gevoegd.
De Sint-Brigidakerk werd in 1784 gebouwd en in 1804 verheven tot parochiekerk.
Venwegen heeft zijn naam en ontstaan te danken aan een oude weg die van Kornelimünster door het Münsterwald naar de Hoge Venen voerde. Het is een 1,7 km lang straatdorp.

## Bezienswaardigheden
- Sint-Brigidakerk
- Klooster Haus Maria im Venn, van 1974, met kloosterkerk.

## Natuur en landschap
Venwegen ligt op een hoogte van 279 meter aan de voet van de Eifel, waar het Münsterwald zich uitstrekt.

## Nabijgelegen kernen
Mulartshütte, Hahn, Kornelimünster, Breinig